# The Slow Show
The Slow Show is een Engelse band uit Manchester die is opgericht in 2010.
De band bestaat uit Rob Goodwin (zang, gitaar), Frederik 't Kindt (keyboard), Joel Byrne-McCullough (leadgitaar) en Chris Hough (drums). James Longden (basgitaar) verliet de band na de eerste twee albums en bijbehorende tour. 
Het eerste album, "White Water", verscheen in 2015 en werd opgenomen in Duitsland. Een jaar later verscheen "Dream Darling", dat werd opgenomen in Manchester en werd geproduceerd door Goodwin en 't Kindt. Aan dat laatste album werd bijgedragen door het Berlijnse koor Cantus Domus en achtergrondzangeres Kesha Ellis. De eerste twee albums verschenen bij het Duitse platenlabel Haldern Pop Records . Het derde album, "Lust and Learn", kwam uit op 30 augustus 2019 en is ondergebracht bij PIAS Recordings. In 2019 werd tijdens Record Store Day met "Sharp Scratch" het eerste nummer van het derde album uitgebracht. De eerste officiële single van het nieuwe album was het nummer "Hard to Hide" dat in mei 2019 verscheen. Drie jaar later, op 4 februari 2022, verscheen het vierde album "Still Life". "Subtle Love" het vijfde album wordt uitgebracht op 22 september 2023.
De band wordt weleens vergeleken met The National. Overigens is de naam van de band niet afgeleid van het gelijknamige nummer van die band, maar vanwege Hough’s voorliefde voor showstoppers en de vastberadenheid van de band om geen gehaaste muziek te maken. Dit komt ook tot uiting in de uitspraak van zanger Goodwin "Silence is the loudest noise you can possibly have in music. Whether on an album or at a concert, silence brings tension and an uncomfortable feeling that’s so powerful", dat te vertalen is als "Stilte is het luidste herrie die je in muziek kunt hebben. Zowel op een plaat als bij een concert brengt stilte spanning en een onconfortabel gevoel dat zo krachtig is". De stem van Goodwin wordt volgens sommigen vergeleken met die van Johnny Cash anderen maken een vergelijking met de zanger van Crash Test Dummies, Queensrÿche, Lambchop, Tindersticks en Elbow en de eigen website maakt een vergelijking met Leonard Cohen en Mark Lanegan.

## Discografie

### Albums
| Album met eventuele hitnotering(en) in de Nederlandse Album Top 100 | Datum van verschijnen | Datum van binnenkomst | Hoogste positie | Aantal weken | Opmerkingen |
| ------------------------------------------------------------------- | --------------------- | --------------------- | --------------- | ------------ | ----------- |
| White Water                                                         | 06-03-2015            | 14-03-2015            | 58              | 3            |             |
| Dream Darling                                                       | 30-09-2016            | 08-10-2016            | 22              | 2            |             |
| Lust and Learn                                                      | 30-08-2019            | 07-09-2019            | 30              | 1            |             |
| Still Life                                                          | 04-02-2022            |                       |                 |              |             |
| Subtle Love                                                         | 22-09-2023            |                       |                 |              |             |

| Album met hitnotering(en) in de Vlaamse Ultratop 200 albums | Datum van verschijnen | Datum van binnenkomst | Hoogste positie | Aantal weken | Opmerkingen |
| ----------------------------------------------------------- | --------------------- | --------------------- | --------------- | ------------ | ----------- |
| White Water                                                 | 06-03-2015            | 28-03-2015            | 135             | 2            |             |
| Dream Darling                                               | 30-09-2016            | 08-10-2016            | 134             | 2            |             |
| Lust and Learn                                              | 30-08-2019            | 07-09-2019            | 59              | 3            |             |
| Still Life                                                  | 04-02-2022            | 26-02-2022            | 151             | 1            |             |
| Subtle Love                                                 | 22-09-2023            | 30-09-2023            | 115             | 1            |             |

### Ep's
- Brother (2012)
- Hopeless Town / Breaks Today (2015)